# Josef Mutschlechner

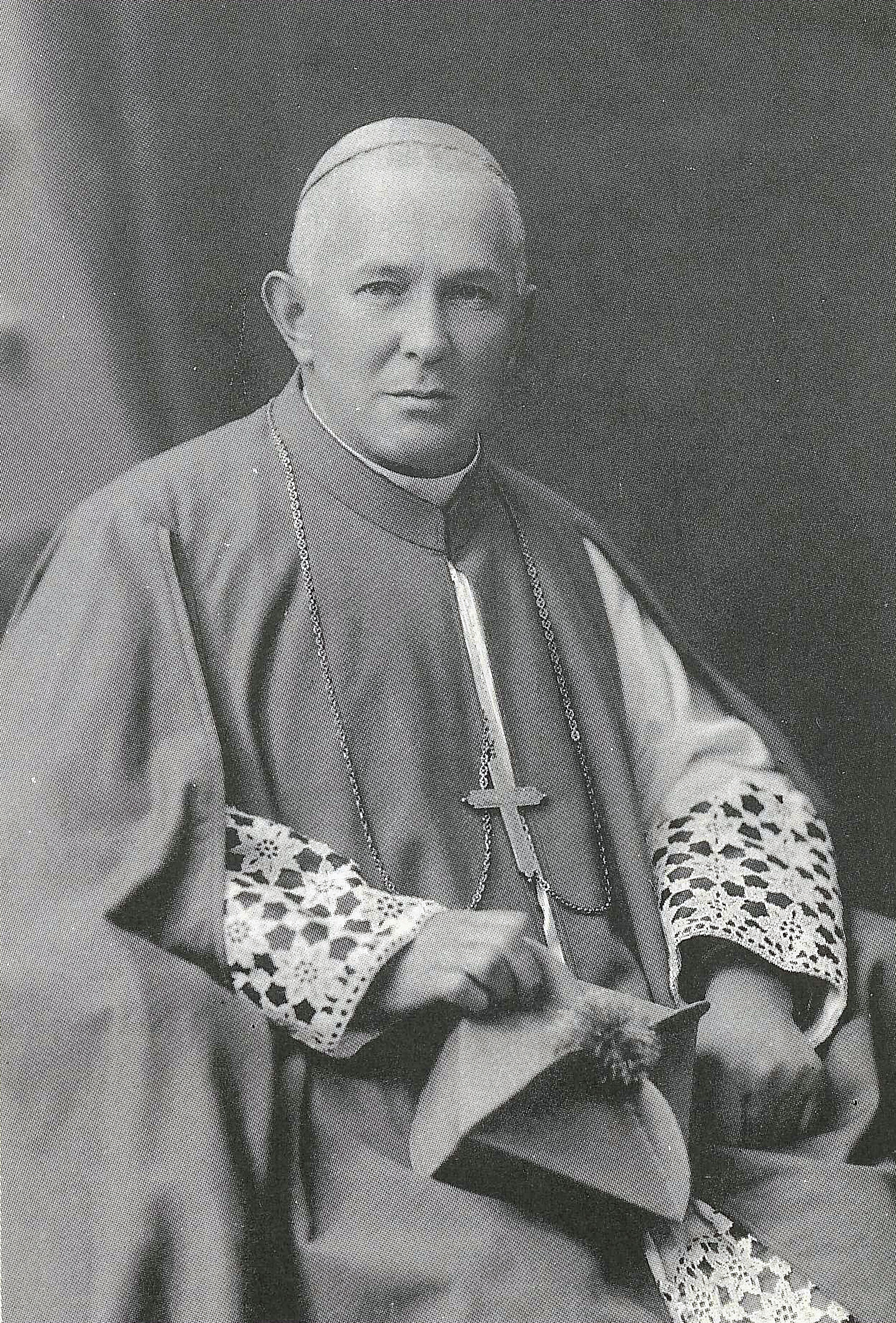
Josef Mutschlechner (1927)

Josef Mutschlechner (* 11. Dezember 1876 in Mühlen in Taufers, Südtirol; † 14. April 1939 in Brixen) war ein Südtiroler Priester und Apostolischer Administrator.
Josef Mutschlechner wuchs im Tauferer Tal auf und besuchte von 1888 bis 1896 das Bischöfliche Gymnasium am Vinzentinum in Brixen. 1900 wurde er zum Priester geweiht. Nach verschiedenen Kooperatorenstellen wurde er zum Ordinariatskanzler ernannt. Nach dem Ersten Weltkrieg wurde ihm von 1918 bis 1921 die kirchliche Verwaltung der bei Österreich verbliebenen Teile der Diözese Brixen übertragen.
Nach dem Tod von Fürstbischof Johannes Raffl leitete er von 1927 bis 1930 die Diözese Brixen zunächst als Kapitelvikar, dann als Apostolischer Administrator. Mutschlechner findet sich in einem um 1930 angelegten Verzeichnis der faschistischen Polizeidirektion (Quästur) Bozen über die zu überwachenden „sovversivi“ aufgeführt. Später war er Leiter des Verwaltungsamtes der Diözese. 1933 wurde er Dompropst.
Seinem wiederholten entschiedenen Eintreten ist es zu danken, dass in den Jahren nach dem Ersten Weltkrieg das Vinzentinum nicht aufgegebenen und verkauft wurde. Ebenso konnte er die Auflösung des Vinzentinums durch das faschistische Regime verhindern. Daher wird er als zweiter Gründer des Vinzentinums bezeichnet.

## Publikationen
- Die Brixener Domorgel. Brixen, Weger 1931.
- Alte Brixner Stadtrechte (= Schlern-Schriften. Band 26). Innsbruck, Wagner 1935.